# Nammer Klippen

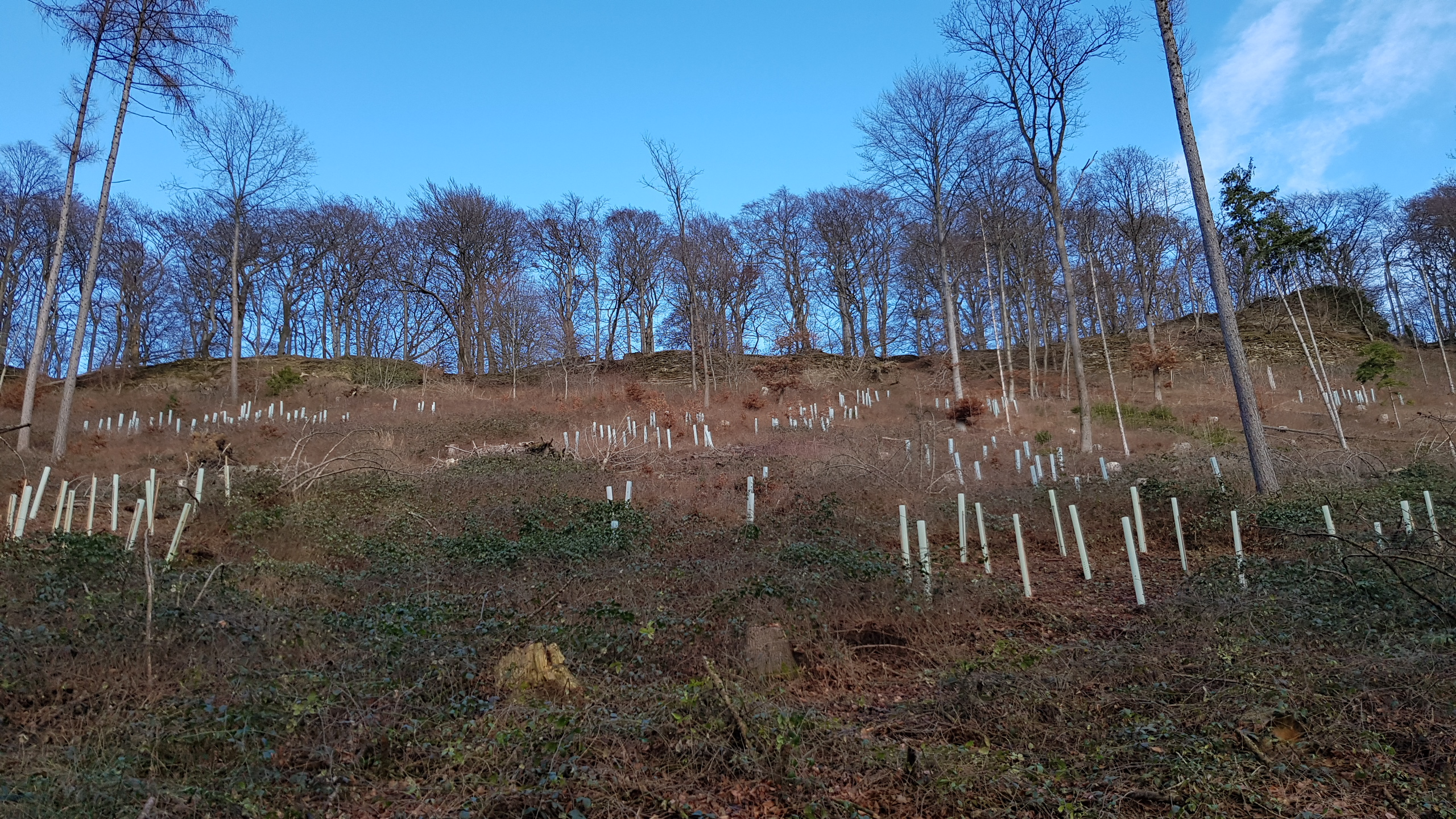
Die Nammer Klippen.

Die Nammer Klippen sind ein Naturschutzgebiet in der Stadt Porta Westfalica. Es ist rund 72 Hektar groß und wird unter der Bezeichnung MI-028 geführt. 
Es liegt südlich des Ortsteiles Nammen der Stadt Porta Westfalica auf dem Wesergebirge.
Durch die Unterschutzstellung sollen die naturnahen Buchenwaldgesellschaften und die natürlichen sonnenexponierten
Kalksteinklippen aus harten Gesteinen des unteren Malms als Biotope für seltene Pflanzen- und Tierarten erhalten werden.